# Карелин, Владимир Александрович
Влади́мир Алекса́ндрович Каре́лин (23 февраля 1891, Смоленск — 22 сентября 1938, Киев) — российский революционер, один из организаторов партии левых эсеров и член её ЦК, народный комиссар имуществ РСФСР с декабря 1917 г. по март 1918 г. Расстрелян в 1938 году, реабилитирован посмертно.

## Биография
Из дворянской семьи, отец был служащим. В партию социалистов-революционеров вступил в 1907 году. Окончил 2 курса юридического факультета Московского университета. Находился под надзором полиции, провёл год в тюрьме и 5 лет в ссылке. В 1913—1914 годах был сотрудником газеты «Смоленский Вестник», а в 1915—1916 годах — харьковской газеты «Утро». После Февральской революции 1917 года один из руководителей организации ПСР Харькова. В июле 1917 года председатель Харьковской городской думы. Участник Демократического совещания, затем был членом Совета старейшин Предпарламента.
После Октябрьской революции был сторонником создания однородного социалистического правительства с участием меньшевиков и эсеров.

Изоляция большевиков — гибельна. Наша основная идея — создание демократического органа власти. Мы играем сейчас роль примирителей и терять эту роль нельзя. Мы должны предложить большевикам сформировать блок революционной демократии, и в этот блок мы войдём.
— В. А. Карелин
На II Всероссийском съезде Советов избран в состав Президиума ВЦИК от левых эсеров. На учредительном съезде партии левых эсеров (19—27 ноября) избран членом ЦК. Один из 7 левых эсеров, в декабре 1917 года вошедших в СНК РСФСР. Занял в правительстве пост народного комиссара имуществ РСФСР, был членом коллегии Наркомюста. Был избран депутатом Учредительного собрания от Харьковского избирательного округа. В январе 1918 года участвовал в качестве члена делегации в мирных переговорах в Брест-Литовске. В марте 1918, вследствие несогласия с подписанием Брестского мира, вышел из состава СНК.
Продолжал оставаться членом ВЦИК, отстаивая на заседаниях позицию левых эсеров. Во второй половине марта выехал на Юг России и Украину для агитации против Брестского мира. Весной — летом 1918 года входил в качестве кандидата в сформированное украинским ЦИК Бюро по руководству повстанческой борьбой — «Повстанческую девятку».
Был одним из организаторов и активным участником восстания левых эсеров 6—7 июля 1918 года в Москве. После разгрома восстания перешёл на нелегальное положение, в декабре 1918 выехал на Украину. Приговорен заочно к 3 годам тюремного заключения. В феврале 1919 года в Харькове арестован ЧК, вывезен в Москву, в октябре того же года освобождён. В дальнейшем отказался от борьбы против большевиков. С 1921 года работал юристом в различных учреждениях Харькова. В дальнейшем подвергался аресту в апреле 1921 года и в 1931 году.
На момент ареста в 1937 году был юрисконсультом Гидростроя (Харьков). Был арестован 26 сентября 1937 года, этапирован в Москву. В марте 1938 года привлекался в качестве свидетеля на процессе «Правотроцкистского антисоветского блока». Дал «показания» о существовавшем сговоре в 1918 году Н. И. Бухарина (как лидера левых коммунистов) с лидерами левых эсеров с целью захвата власти. Внесен в Сталинский расстрельный список  от 20 августа 1938 г. (список № 1) по 1-й категории («за» Сталин , Молотов), после этапирования в Киев — в Сталинский расстрельный список от 12 сентября 1938 г.( Украинская ССР) по 1-й категории («за» Сталин, Молотов, Жданов). 22 сентября 1938 года Карелин был приговорён выездной сессией  Военной Коллегии Верховного Суда СССР в Киеве к высшей мере наказания по ст.ст. 54-2, 54-8 («террор») и 58-11 («участие в антисоветской террористической организации») УК Украинской ССР и в тот же день расстрелян в числе группы осужденных к ВМН ВКВС СССР ( среди них был и бывш.  лидер одесской организации Украинской партии левых эсеров-синдикалистов В. А. Арнаутов). Место захоронения — спецобъект НКВД УкрССР «Быковня». Реабилитирован посмертно 3 июня 1993 года.